# 马克·莱瑟姆

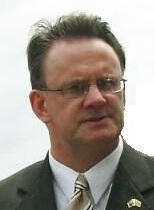
马克·莱瑟姆

马克·威廉·莱瑟姆（1961年2月28日—），澳大利亚作家、政治人物，前澳大利亞工黨領袖，现任单一民族黨新南威尔士州领袖，新南威爾士州議會上議員。

## 簡介
莱瑟姆出生于悉尼西南郊，悉尼大学经济学士毕业。在客栈打工两年后，他成为前总理高夫·惠特拉姆的研究助理。1987年当选悉尼西南郊的利物浦市市议员，1991年至1994年任市长，任内依靠贷款和节省开支盈余大造市政工程，在当地留下很好的口碑，但后来也被揭露工程合同中出现财政管理问题。
1994年莱瑟姆步入联邦政坛，当选工党籍国会众议员，代表惠特拉姆的旧选区，位于悉尼西区的韋里瓦選區。1996年大选工党失利下野后，入影子内阁出任影子教育部长，1998年由于与党魁金·比兹利政见相左辞职，两人结下政治冤仇。莱瑟姆在国会内，以其好斗的辩论风格赢得注意，曾称总理霍华德为“舔屁股”，美国总统小布什为“生者记忆中最无能和危险的总统”。
莱瑟姆2003年12月至2005年1月接替西蒙·克林出任当时的在野党工党领袖，其独特的亲民作风和民粹政策初期获得很高的支持率，但执政党自由党联盟攻击他在经济方面没有经验，并揭露一系列他在市长任内的粗野个人行为的丑闻。同时莱瑟姆在很短时间内宣布大量政策，反而使得自由党从小处抓缺点，攻击工党的政纲。最终工党在2004年大选中慘败，工黨更較2001年上屆大选失去更多議席。此后莱瑟姆与党内同志关系恶化，加上傳出健康出现问题，2005年1月18日辞职，由金·比兹利接任，并辞去国会议员席位及退出工黨。
退出政坛后，莱瑟姆为报刊杂志编写政论专栏，字句间不改其市井风格。2005年莱瑟姆出版了日记体自传，内容广泛攻击了工党内的前同事，其後成為媒体人物及政治評論員，評論澳大利亚政坛的总体状况。
2018年，莱瑟姆出任单一民族黨出任其新南威尔士州领袖，在2019年的新南威尔士州选举中成功贏得上议院议席。
| 前任： 西蒙·克林 | 澳大利亚工党领袖 2003年 - 2005年 | 繼任： 金·比兹利 |